# Mauro Baccelli
Mauro Baccelli (19 de mayo de 1980-27 de abril de 2008) fue un deportista italiano que compitió en remo. Ganó tres medallas en el Campeonato Mundial de Remo entre los años 1999 y 2001.

## Palmarés internacional
| Campeonato Mundial | Campeonato Mundial      | Campeonato Mundial | Campeonato Mundial  |
| Año                | Lugar                   | Medalla            | Prueba              |
| ------------------ | ----------------------- | ------------------ | ------------------- |
| 1999               | St. Catharines (Canadá) | Medalla de oro     | Cuatro scull ligero |
| 2000               | Zagreb (Croacia)        | Medalla de plata   | Cuatro scull ligero |
| 2001               | Lucerna (Suiza)         | Medalla de oro     | Cuatro scull ligero |